# لالا (لبنان)
لالا من بلدات قضاء البقاع الغربي في محافظة البقاع في لبنان.

## جغرافيتها
تبعد لالا 71 كلم عن بيروت عاصمة لبنان. ترتفع 1120 م عن سطح البحر وتمتد على مساحة 13.74 كلم².
تقع على سفح جبل عَرْبي شرقاً المحاذي لجبل الشيخ. تحدّها من الشمال مدينة جب جنين مركز القضاء والقائمقامية، ومن الجنوب بلدة بعلول ومدينة القرعون الشهيرة ببحيرتها ومنتزهاتها ونهر الليطاني غربا.
ولالا منطقة زراعية لمرور نهر الليطاني بجوارها وتربتها الخصبة. تشتهر بزراعة أفضل أنواع حبوب العدس والحمص، وتكثر فيها أشجار اللوز والجوز والتين وكروم العنب.
إن عشرة آلاف نسمة من بلدة لالا ينتشرون اليوم في كندا والبرازيل وكولومبيا والأرجنتين في وقت لا يقيم فيها حاليا أكثر من 2500 نسمة. بينما في عام 1939، كان عدد المهاجرين 343 مهاجر وعدد المقيمين 749 نسمة. وقد اشتهروا في مجالات التجارة الحرّة والاستثمار كما برع العديد منهم في حقول السياسة والتعليم والشعر .

## تاريخها
في العام 2000 ميلادياً اكتشفت في لالا آثار تعود إلى العهدين الأغريقي والروماني وهي لوحة الفسيفساء وهي تثبت المركزية في لالا بالنسبة للمملكة التي كانت ممتدة من لالا حتى بلدة كامد اللوز، ممّا صنّفها مدينة أثرية حسب مفهوم المدن الآثرية في لمصلحة الآثار اللبنانية[بحاجة لمصدر].
كما أن هناك عدة قلاع وكهوف قد حفرت بالصخور مما يدل على أنها قد سكنها الإنسان منذ زمن بعيد.
التسمية:
ليس هناك ما يثبت أصل اسم لالا لكن الأكثر انتشاراً هو أن ديراً كان موجوداً في هذه الضيعة وقد اشتق الاسم من عبارة «لالا الدير» أي دخلت أشعة الشمس زجاجه وهذا الاحتمال لم يعد مستبعداً بعد اكتشاف الآثار المسيحيّة.